# Домічелла
Домічелла (італ. Domicella) — муніципалітет в Італії, у регіоні Кампанія, провінція Авелліно.
Домічелла розташована на відстані близько 210 км на південний схід від Рима, 29 км на схід від Неаполя, 18 км на захід від Авелліно.
Населення — 1877 осіб (2014).
Щорічний фестиваль відбувається 26 травня. Покровитель — святий Петро.

## Демографія
Населення за роками:

Станом на 1 січня 2023 року в муніципалітеті офіційно проживали 124 іноземці з 12 країн, серед них 19 громадян країн Євросоюзу та 18 громадян України.

## Сусідні муніципалітети
- Карбонара-ді-Нола
- Лауро
- Лівері
- Марцано-ді-Нола
- Паго-дель-Валло-ді-Лауро
- Пальма-Кампанія